# Westland
Westland je město ve Spojených státech amerických. Nachází se v okrese Wayne County ve státě Michigan. Ve městě žije přibližně 85 tisíc obyvatel a jeho rozloha činí 52,9 km². Je předměstím Detroitu, přičemž od jeho Downtown Detroit leží asi 29 kilometrů západně.
Město bylo založeno roku 1966. Ve městě se nachází Universal Learning Academy.